# لياندرو دي أرواخو
لياندرو دي أرواخو هو منافس ألعاب قوى برازيلي، ولد في 22 فبراير 1993 في Lucélia ‏ في البرازيل.

## وصلات خارجية
- لياندرو دي أرواخو على موقع الاتحاد الدولي لألعاب القوى (الإنجليزية)
- لياندرو دي أرواخو على موقع أوليمبيديا (الإنجليزية)